# Ània, la noia de la neu
Ània, la noia de la neu (世界名作童話 森は生きている, Sekai Meisaku Dōwa: Mori wa Ikiteiru, lit. ‘Grans contes de fades del món: el bosc és viu’; rus: Двенадцать месяцев) és una pel·lícula d'animació de 1980 dirigida per Yugo Serikawa, Kimio Yabuki i Tetsuo Imazawa, guionitzada per Takashi Tomoe i produïda per Toei Animation (Japó) i Soiuzmultfilm (Unió Soviètica). Està basada en l'obra de teatre de 1943 escrita per Samuïl Marxak, basada en el conte de fades medieval Els dotze mesos. La música va ser composta per ru i interpretada per la Orquestra Filharmònica de Leningrad amb la direcció d'Aleksandr Serguéievitx Dmítriev.
Precedida per Els cignes salvatges (1977) i Patufella (1978), i seguit per El llac dels cignes (1981) i Aladí i la llàntia meravellosa (1982), es tracta del tercer episodi de la sèrie de pel·lícules Grans Contes de Fades del Món (世界名作童話) de Toei.
La pel·lícula es va estrenar originalment el 15 de març de 1980. En català el 5 de gener de 1983 a TV3.

## Argument
L'Ània és una nena dolça i amable que viu amb la seva madrastra i la seva filla. Quan la reina del país on viuen demana veure lliris de neu, l'Ània és enviada al bosc a buscar-ne, però hi ha un gran problema: aquestes flors només creixen a la primavera i és hivern. Malgrat tot, l'Ània fa el que li demanen i s'endinsa cada cop més al bosc. Al cap d'una estona, superada pel fred, s'acosta a una clariana on va ve com una foguera crema. És allà on coneix dotze homes que són la personificació dels dotze mesos de l'any.